# شيلا كاسترو
شيلا تافاريس دي كاسترو (من مواليد 1 يوليو 1983) لاعبة كرة طائرة برازيلية سابقة، مثّلت البرازيل في دورتي الألعاب الأولمبية الصيفية 2008 والألعاب الأولمبية الصيفية 2012. وفي كلتا الدورتين، فاز المنتخب البرازيلي بالميدالية الذهبية. كما شاركت في دورة الألعاب الأولمبية الصيفية 2016، حيث احتلت البرازيل المركز الخامس. اعتزلت اللعب في 9 أبريل 2022.